# Balistapus
Balistapus is een monotypisch geslacht van straalvinnige vissen uit de familie van trekkervissen (Balistidae). Het geslacht is voor het eerst wetenschappelijk beschreven in 1820 door Tilesius.

## Soort
- Balistapus undulatus (Park, 1797) – Groene trekkervis